# Unjärv
Unjärv är en sjö i Finland. Den ligger i kommunen Malax i landskapet Österbotten, i den sydvästra delen av landet, 300 km nordväst om huvudstaden Helsingfors. Unjärv ligger 15,6 meter över havet. I omgivningarna runt Unjärv växer i huvudsak blandskog. Arean är 21,9 hektar och strandlinjen är 2,8 kilometer lång. Sjön  ingår i Malax å huvudavrinningsområde. 